# PCDHB12
PCDHB12‏ (Protocadherin beta 12) هوَ بروتين يُشَفر بواسطة جين PCDHB12 في الإنسان.